# Stéphane Collet
Stéphane Collet (n. Antsiranana, 13 de junio de 1972) fue un jugador de fútbol profesional malgache que jugó en la demarcación de centrocampista.

## Biografía
Stéphane Collet debutó a la edad de 18 años con el OGC Niza, donde permaneció un total de seis temporadas. Además consiguió ganar la Ligue 2 en la temporada 1993/1994. Tras acabar su etapa en el club fue fichado por el Racing Estrasburgo, jugando tres temporadas y ganando la Copa de la Liga de Francia en 1997. Posteriormente fue traspasado al Racing Club de Lens, donde ganó una Copa de la Liga de Francia y jugó durante una temporada antes de ser fichado por la Real Sociedad de Fútbol, equipo en el que permaneció tres temporadas, siendo cedido en la segunda al Racing Estrasburgo, temporada en la que consiguió la Copa de Francia de Fútbol. Ya en 2004 jugó para el Rapid de Menton, año en el que fue convocado con la selección de fútbol de Madagascar para jugar la clasificación para la copa Africana de Naciones 2004.

## Clubes
| Club                        | País    | Año         | Partidos | Goles |
| --------------------------- | ------- | ----------- | -------- | ----- |
| OGC Niza                    | Francia | 1990 - 1996 | 113      | 6     |
| Racing Estrasburgo          | Francia | 1996 - 1999 | 117      | 4     |
| Racing Club de Lens         | Francia | 1999 - 2000 | 5        | 0     |
| Real Sociedad de Fútbol     | España  | 2000 - 2001 | 6        | 0     |
| Racing Estrasburgo (cedido) | Francia | 2001 - 2002 | 17       | 0     |
| Real Sociedad de Fútbol "B" | España  | 2002 - 2003 | 0        | 0     |
| Rapid de Menton             | Francia | 2004 - 2007 | 0        | 0     |

## Palmarés
OGC Niza
- Ligue 2: 1993/1994

Racing Estrasburgo
- Copa de la Liga de Francia: 1997
- Copa de Francia de Fútbol: 2001

Racing Club de Lens
- Copa de la Liga de Francia: 1999